# Nakadžima
Nakadžima (japonsky: 中島飛行機株式会社, Nakadžima Hikóki Kabušiki Kaiša) byl jeden z hlavních japonských leteckých výrobců během druhé světové války. Společnost vyráběla letouny a letecké motory pro císařské námořní i armádní letectvo.
První japonskou soukromou společnost, zabývající se výrobou letadel, založil roku 1917 Čikuhei Nakadžima pod názvem Hikóki Kenkjúšó. Ta se v roce 1918 sloučila s textilní manufakturou Kawaniši Seibei. Od roku 1931 se společnost jmenovala po svém zakladateli.
Po japonské kapitulaci firma zanikla a byla reorganizována jako Fuji Heavy Industries, výrobce skútrů Fuji Rabbit a automobilů Subaru.

## Letadla vyrobená Nakadžimou

### Typy užívající pístové motory
- Nakadžima A2N 九〇式艦上戦闘機 – 1930 palubní stíhací dvouplošník
- Nakadžima Type 91 – 1931 stíhací hornoplošník
- Nakadžima A4N 九五式艦上戦闘機 – 1935 palubní stíhací letoun
- Nakadžima E2N – průzkumný plovákový letoun
- Nakadžima E4N – průzkumný plovákový letoun
- Nakadžima E8N 九五式水上偵察機 – 1935 průzkumný hydroplán
- Nakadžima C3N 九七式艦上偵察機 – 1936 palubní jednomotorový průzkumný letoun
- Nakadžima AT–2 九七式輸送機 – 1936 přepravní letoun
- Nakadžima Ki–12 – 1936 armádní stíhací dolnoplošník
- Nakadžima Ki–19 キ19 航空機 – 1937 těžký armádní bombardovací letoun (jen prototypy)
- Nakadžima Ki-27 九七式戦闘機 – ‚Nate‘ 1936 armádní stíhací jednoplošník
- Nakadžima Ki-34 九七式輸送機 – ‚Thora‘ 1937 armádní přepravní letoun (verze AT–2)
- Nakadžima B5N 九七式艦上攻撃機 – ‚Kate‘ 1937 bombardovací a torpédový letoun (v námořnictvu jako palubní útočný bombardér typ 97)
- Nakadžima Ki-43 隼 Hajabusa (Stěhovavý sokol) – ‚Oscar‘ 1939 armádní stíhací letoun
- Nakadžima Ki-44 鍾馗 Šoki (Ďábelský krotitel) – ‚Tojo‘ 1940 armádní stíhací letoun
- Nakadžima Ki–62 – 1941 prototyp stíhacího letounu
- Nakadžima A6M2-N 二式水戦 Nišiki–suisen (Stíhací hydroplán typ 2) – ‚Rufe‘ 1941 vodní verze Micubiši A6M Zero
- Nakadžima G5N 深山 Šinzan (Horský předěl) – 1941 těžký čtyřmotorový dálkový bombardér
- Nakadžima Ki-49 呑龍 Donrjú (Hromový drak) – ‚Helen‘ 1941 střední armádní bombardovací letoun
- Nakadžima J1N 月光 Gekko (Měsíční svit) – ‚Irving‘ 1941 námořní noční stíhač
- Nakadžima Ki-84 疾風 Hajate (Vichřice) – ‚Frank’ 1943 jednomístná armádní stíhačka
- Nakadžima B6N 天山 Tenzan (Nebeská hora) – ‚Jill‘ torpédový letoun námořnictva
- Nakadžima J5N 天雷 Tenrai (Hrom) – 1944 dvoumotorový stíhací letoun, vyvinutý pro Japonské námořnictvo
- Nakadžima C6N 彩雲 Saiun (Malovaný mrak) – ‚Myrt‘ 1943 palubní průzkumný letoun
- Nakadžima Ki-87 航空機 – 1945 výškový přepadový letoun
- Nakadžima G8N 連山 Renzan (Horský hřbet) – 1945 těžký čtyřmotorový dálkový bombardér
- Nakadžima Ki-115 剣 Curugi (Šavle) – 1945 speciální útočný (sebevražedný) letoun
- Nakadžima G10N 富嶽 Fugaku (Hora Fudži) – 1945 projekt šestimotorového dálkového bombardéru

### Prototypy užívající proudové motory
- Nakadžima J9N Kikka 橘花 Kikka (Pomerančový květ) – 1945 proudový jednomístný stíhací letoun námořního letectva postavený na základě německého letounu Messerschmitt Me 262
- Nakadžima Ki–201 火龍 Karjú (Ohnivý drak) – 1945 proudová stíhačka určená pro armádu i námořnictvo; zmenšená kopie německé Me 262A Schwalbe; projekt nedokončen